# Рошиньо
Рошѝньо (на италиански: Roscigno) е село и община в Южна Италия, провинция Салерно, регион Кампания. Разположено е на 570 m надморска височина. Населението на общината е 8597 души (към 2010 г.).